# Martin Rinckart

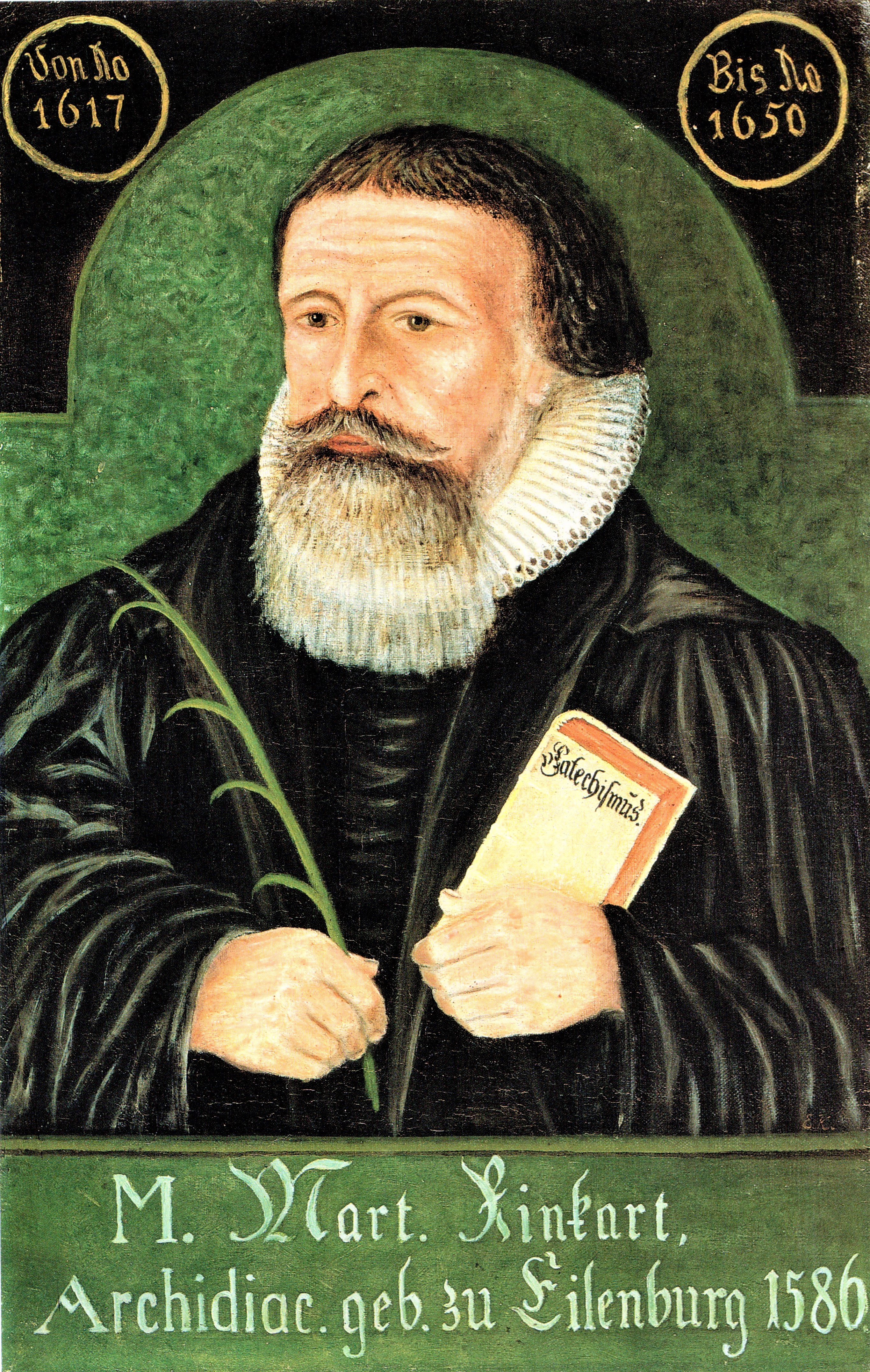
Martin Rinckart (1586–1649)

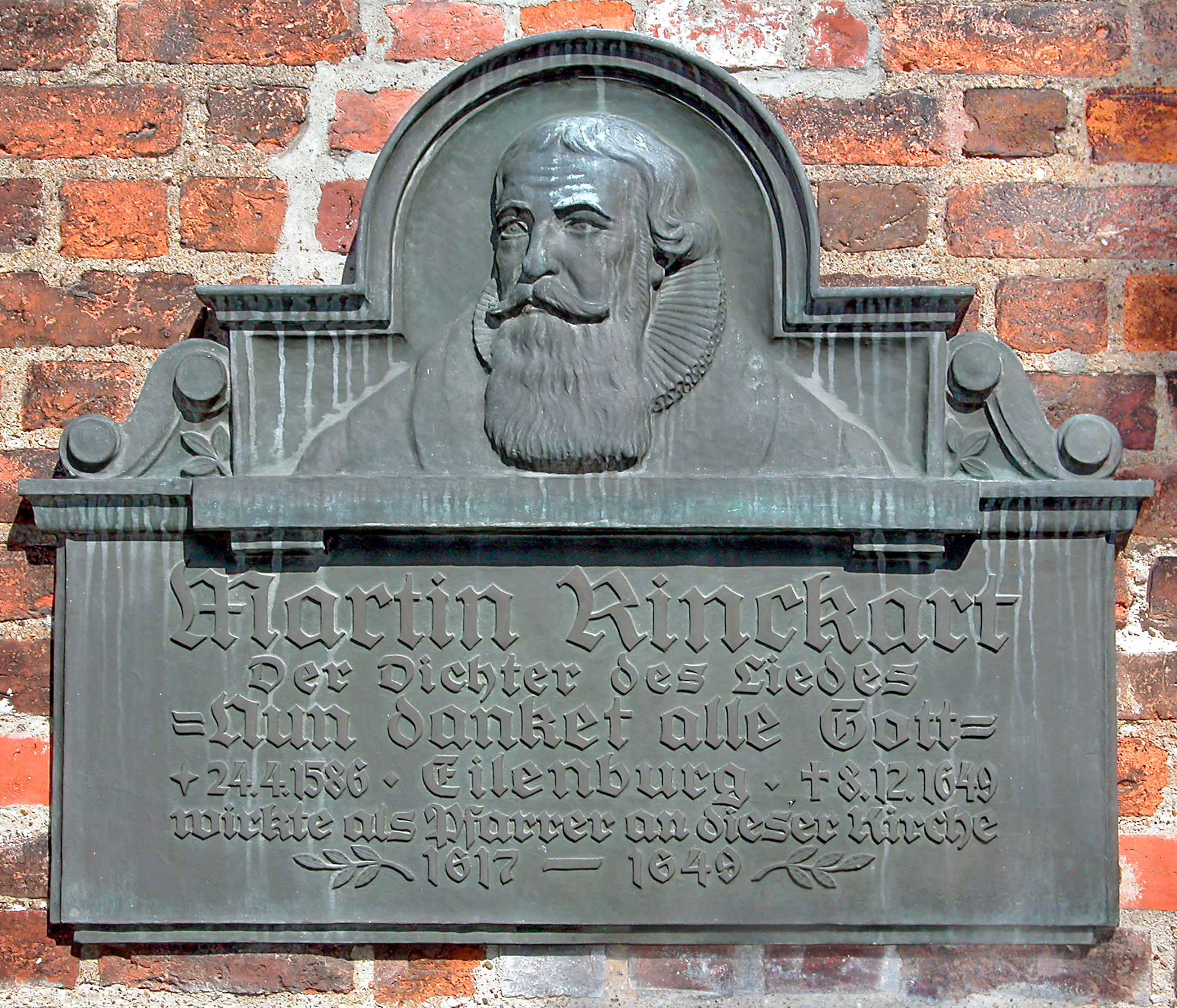
Rinckart-Relief an der Nikolaikirche in Eilenburg von Max Alfred Brumme (1936)

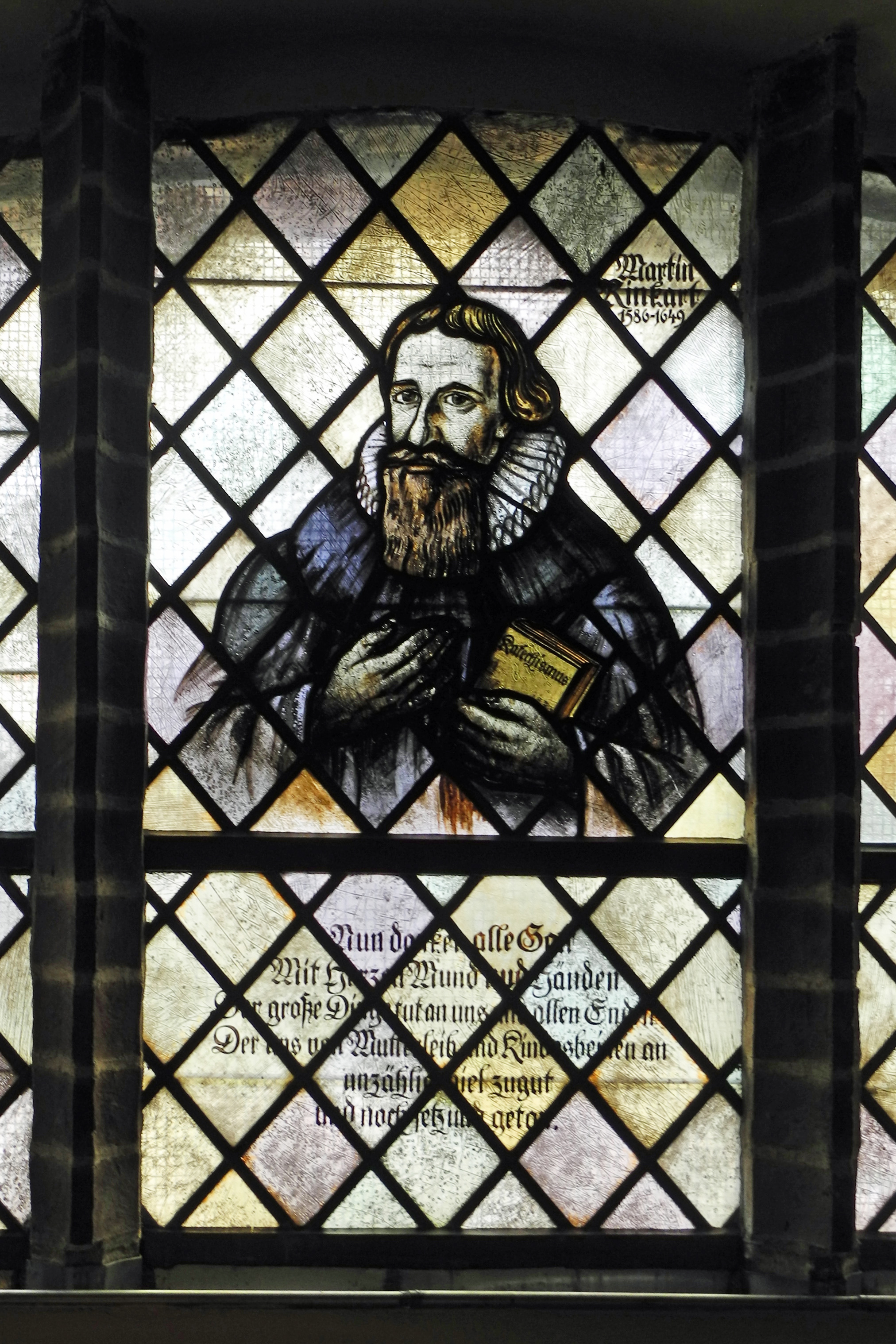
Glasfenster Martin Rinckart in der Paul-Gerhardt-Kirche Lübben

Martin Rinckart, andere Schreibweise Rinkart (* 23. oder 24. April 1586 in Eilenburg; † 8. Dezember 1649 ebenda) war ein deutscher Dichter, protestantischer Theologe und Kirchenmusiker der Barockzeit. Er ist der Schöpfer des Chorals Nun danket alle Gott.

## Leben
Martin Rinckart war Sohn des Böttchermeisters Georg Rinckart und seiner Frau Salome. Er besuchte zuerst ab 1591 die Schule in Eilenburg und wurde dann 1601 Thomasschüler in Leipzig. Ab 1604 war er Mitglied des Thomanerchores. Er studiert gleichzeitig (ab 1602) Theologie und Philosophie an der Leipziger Universität.
1610 wurde Rinckart Kantor an der Kirche St. Nikolai in Eisleben und Lehrer an der dortigen Lateinschule, 1611 Diakonus ebenda an der St.-Annen-Kirche. Ende 1613 wechselte er als Pfarrer ins nahegelegene Erdeborn. Dort ging Rinckart die Ehe mit Christiane Morgenstern († 1637) aus Eisleben ein. 1615 zum „Poeta laureatus“ gekrönt, erwarb er im darauf folgenden Jahr die Magisterwürde.
1617 wurde er als Archidiakonus an die Kirche St. Nikolai in seine Vaterstadt Eilenburg berufen; hier wirkte er während des Dreißigjährigen Krieges unter großen Nöten (Hunger, Pest) und rettete die Stadt 1639 vor Plünderung und Brandschatzung durch die Schweden (Bittgottesdienst). In zweiter Ehe hatte Rinckart 1638 die Witwe Barbara Scheffler, geb. Werner († 1687) geheiratet.
Von seinen vielen Schriften und Lieddichtungen blieb vor allem das weltweit bekannte und beliebte Kirchenlied Nun danket alle Gott lebendig. Der Text erschien erstmals im Anhang zu seinem Jesu Herzbüchlein, das 1636 in Leipzig veröffentlicht wurde, während die Melodie erstmals 1647 in Johann Crügers Gesangbuch Praxis pietatis melica erschien. Nachhaltige Berühmtheit erhielt das Lied als Choral von Leuthen, nachdem am Abend der Schlacht von Leuthen die überlebenden preußischen Soldaten Rinckarts Lied anstimmten. Im 19. Jahrhundert verfasste Catherine Winkworth die englische Übersetzung Now thank we all our God.
Von Rinckarts sieben geplanten „Lutherdramen“ sind drei im Druck erschienen und überliefert:
- Der Eißlebische Christliche Ritter (1613) (verwendet zum ersten Mal in der deutschen Literatur die bekannte Ringparabel)
- Indulgentiarius … Eisslebische Mansfeldische Jubel-Comoedia von der … Beschämung Johann Tetzels (1618) (Digitalisat)
- Monetarius … Der Müntzerische Bawren-Krieg (1625) (Digitalisat)

Rinckarts Grab befindet sich in seiner langjährigen Wirkungsstätte, der Eilenburger Nikolaikirche.
Zur Erinnerung an Rinckart tragen in Eilenburg eine Straße (seit 1861), die Sakristei der Nikolaikirche (seit 1953) und das Gymnasium (seit 1993) seinen Namen. Darüber hinaus wurden in Eisleben, Leipzig und Berlin (im Ortsteil Baumschulenweg) Straßen nach Rinckart benannt.
Das Geläut der Eilenburger Nikolaikirche intoniert jeden Tag eine Minute vor dem Abendläuten die erste Zeile von „Nun danket allen Gott“.

## Weitere Werke (Auswahl)
- Triumphi de Dorothea … das ist Geistliches Musicalisches Triumph-Cräntzlein. Leipzig 1619 (Digitalisat) – eine geistliche Parodie der italienischen Madrigalsammlung Il trionfo di Dori (1592).
- Schola Crucis … Creutz-Schule. Leipzig 1623
- Zehnfacher Biblischer und Kirchen-Historischer Gedenck-Ring. Leipzig 1629.
- Die Prager-Mertens-Ganß. 1632.
- Jesv Hertz=Büchlein. Leipzig 1636
- Meißnischer Frewden-Ernden-Vortrab. Ritzsch, Leipzig 1637.
- Die Meisnische Thränen-Saat. Ritzsch, Leipzig 1637 (Digitalisat).
- Des irrdischen und himlischen Salomons hochweiser Prediger, von eitel-eiteler Eitelkeit. Ritzsch, Leipzig 1637.

## Gedenktag
- 8. Dezember im Evangelischen Namenkalender[2]